# 선진국

선진국 (IMF)
개발도상국 (IMF)
후진국 (UN)
자료 없음
IMF, 유엔의 국가별 분류를 보여주는 세계 지도 (2023년 4월 업데이트). 해당 분류에 따르면 선진국은 푸른색으로 표시되어 있다. 이 지도는 세계은행의 분류를 포함하지 않고 있다.

선진국(한국 한자: 先進國, 영어: Developed country, Advanced country)은 고도의 산업 및 경제 발전을 이룬 국가를 가리키는 용어로 그로 인해 국민의 발달 수준이나 삶의 질이 높은 국가들이 해당한다. 선진국으로 분류하는 기준은 모호한 경향이 있으나 몇몇 기준이 되는 지표나 분류에 의해 파악해 볼 수 있으며 그 가운데 경제 발달 여부가 주된 평가의 기준이 되고 있다. 대표적으로 1인당 GDP가 높은 국가는 선진국일 가능성이 높다. 그러나 그 나라의 1인당 GDP가 높더라도 고도로 발달한 산업이 없고 인프라가 부족한 자원 부국 등은 선진국이 아니다. 다른 경제적 기준으로는 산업화가 있다. 대부분의 선진국은 지구의 북반구에 위치하고 있기 때문에 남반구의 개발도상국과의 문제를 남북 문제라고도 한다.
선진국이 세계 경제에서 차지하는 비율은 국제 통화 기금  2015년 GDP 기준으로 2015년 총명목 GDP의 60.8 %와 PPP의 42.9%를 차지한다. 2015년 총명목 GDP 및 PPP GDP 모두 1조 달러 이상인 10개 선진국은 대한민국, 독일, 미국, 스페인, 영국, 오스트레일리아, 이탈리아, 일본, 캐나다, 프랑스이다. 다만 대한민국의 경우 여러 기관에 의해 대체로 선진국으로 분류되어 있으나 투자 가치 부문에서 MSCI와 STOXX는 대한민국을 선진국으로 분류하지 않는다. (선진 시장 문단 참고)

## 비슷한 용어
선진국의 다른 표현으로는 산업화국가(industrialized country), MDC(more developed country), MEDC(more economically developed country), 글로벌 노스 국가(Global North country), 제1세계 국가(first world country), 탈공업화국가(post-industrial country)가 있다. 산업화국가(industrialized country)라는 용어는 얼마나 산업화가 진행되었는지 정의하기 어려우므로 다소 모호한 경향이 있다. 최초로 산업화된 국가는 영국이며 그 뒤를 벨기에가 잇는다. 나중에 독일, 미국, 프랑스, 서유럽 국가들로 이어진다. 그러나 제프리 삭스 등 일부 경제학자들에 따르면 선진국이냐 개발도상국이냐를 구분짓는 현 행태는 크게 20세기의 한 현상으로 간주된다.

## 정의와 기준
경제적 기준은 토론 대상이 되는 경향이 있다. 해당 기준으로 1인당 소득, 즉 1인당 GDP가 높은 국가가 선진국으로 기술되기도 한다. 다른 기준으로는 산업화이다. 제3차, 제4차 산업을 지배하는 국가가 선진국으로 기술되기도 한다. 근래 들어서는 경제적 척도, 국가 소득, 기대수명, 교육 등의 여러 기준을 아우르는 인간 개발 지수(HDI)가 대세로 자리잡혀 있다. 이 기준은 선진국을 HDI가 매우 높은 국가로 정의한다. 그러나 이 지수는 한 국가의 1인당 순재산이나 상대적 상품의 질 등 여러 요인을 염두에 두지는 않는다. 이 상황은 G7 국가 및 기타 국가 등 매우 선진화된 국가들 중 일부 국가의 순위를 떨어트리는 경향이 있다.
유엔통계국(United Nations Statistics Division, UNSD)에 따르면 다음과 같다.
유엔 시스템에서 "선진국"(선진지역)과 "개발도상국"(개발도상지역)을 나누는 확립된 관례는 존재하지 않는다. 선진국과 개발도상국의 표기는 통계적 편의를 위하여 고안된 것이며 반드시 발전 과정 면에서 특정 국가나 지역에 의해 도달한 단계에 관한 판단을 표현하는 것은 아니다.

## 선진 분류

### 인간개발지수
국제 연합 개발 계획(UNDP)에서는 매년 인간개발지수(Human Development Index)를 조사해 발표한다. 각 국가의 실질국민소득, 교육수준, 문맹율, 평균수명등을 여러 가지 인간의 삶과 관련된 지표를 조사해 각국의 인간 발전 정도와 선진화 정도를 평가한 지수이다. 2009년까지는 인간개발지수가 0.800이상이면 매우 높음, 0.700-0.799이면 높음, 0.550-0.699이면 중간, 0.000-0.549이면 낮음으로 구분해 이 중 0.9 이상의 매우 높음 등급에 속하는 국가를 선진국으로 구분했다. 현재는 매우 높은 인간발달수준(Very High Human Developedment)으로 분류된 국가를 선진국으로 본다.
아래는 2020년 기준 인간개발지수 순위표이다.
| 1. 노르웨이 2. 아일랜드 3. 스위스 4. 홍콩 5. 아이슬란드 6. 독일 7. 스웨덴 8. 오스트레일리아 9. 네덜란드 10. 덴마크 11. 핀란드 12. 싱가포르 13. 영국 14. 벨기에 15. 뉴질랜드 16. 캐나다 17. 미국 18. 오스트리아 19. 이스라엘 20. 일본 21. 리히텐슈타인 22. 슬로베니아 | 1. 대한민국 2. 룩셈부르크 3. 스페인 4. 프랑스 5. 체코 6. 몰타 7. 에스토니아 8. 이탈리아 9. 아랍에미리트 10. 그리스 11. 키프로스 12. 리투아니아 13. 폴란드 14. 안도라 15. 라트비아 16. 포르투갈 17. 슬로바키아 18. 헝가리 19. 사우디아라비아 20. 바레인 21. 칠레 22. 크로아티아 | 1. 카타르 2. 아르헨티나 3. 브루나이 4. 몬테네그로 5. 루마니아 6. 팔라우 7. 카자흐스탄 8. 러시아 9. 벨라루스 10. 튀르키예 11. 우루과이 12. 불가리아 13. 파나마 14. 바하마 15. 바베이도스 16. 오만 17. 조지아 18. 코스타리카 19. 말레이시아 20. 쿠웨이트 21. 세르비아 22. 모리셔스 |

### 국제 통화 기금에서 분류한 선진 경제국 목록

파란색이 국제 통화 기금으로부터 선진 경제국으로 분류된 국가이다.

국제 통화 기금(IMF)은 39개국을 선진 경제국으로 분류했다. 다음은 국제 통화 기금에서 선진 경제국으로 분류한 국가이다.
| • 그리스         | • 독일       | • 스웨덴       | • 아일랜드   | • 대한민국   |  |
| • 프랑스         | • 네덜란드   | • 룩셈부르크   | • 스위스     | • 영국       |  |
| • 중화민국       | • 핀란드     | • 노르웨이     | • 몰타       | • 스페인     |  |
| • 오스트레일리아 | • 체코       | • 뉴질랜드     | • 미국       | • 슬로베니아 |  |
| • 슬로바키아     | • 오스트리아 | • 캐나다       | • 에스토니아 | • 일본       |  |
| • 벨기에         | • 싱가포르   | • 이스라엘     | • 키프로스   | • 덴마크     |  |
| • 라트비아       | • 리투아니아 | • 홍콩         | • 포르투갈   | • 이탈리아   |  |
| • 산마리노       | • 아이슬란드 | • 푸에르토리코 | • 마카오     |              |  |

CIA는 IMF의 선진국 목록에 일부 작은 나라들을 추가하였다. 새로 추가된 나라는 다음과 같다.
| • 리히텐슈타인 | • 모나코 | • 바티칸 시국 | • 버뮤다 | • 안도라 | • 페로 제도 | • 저지섬 | • 건지섬 |

### 고소득 경제 협력 개발 기구 회원국

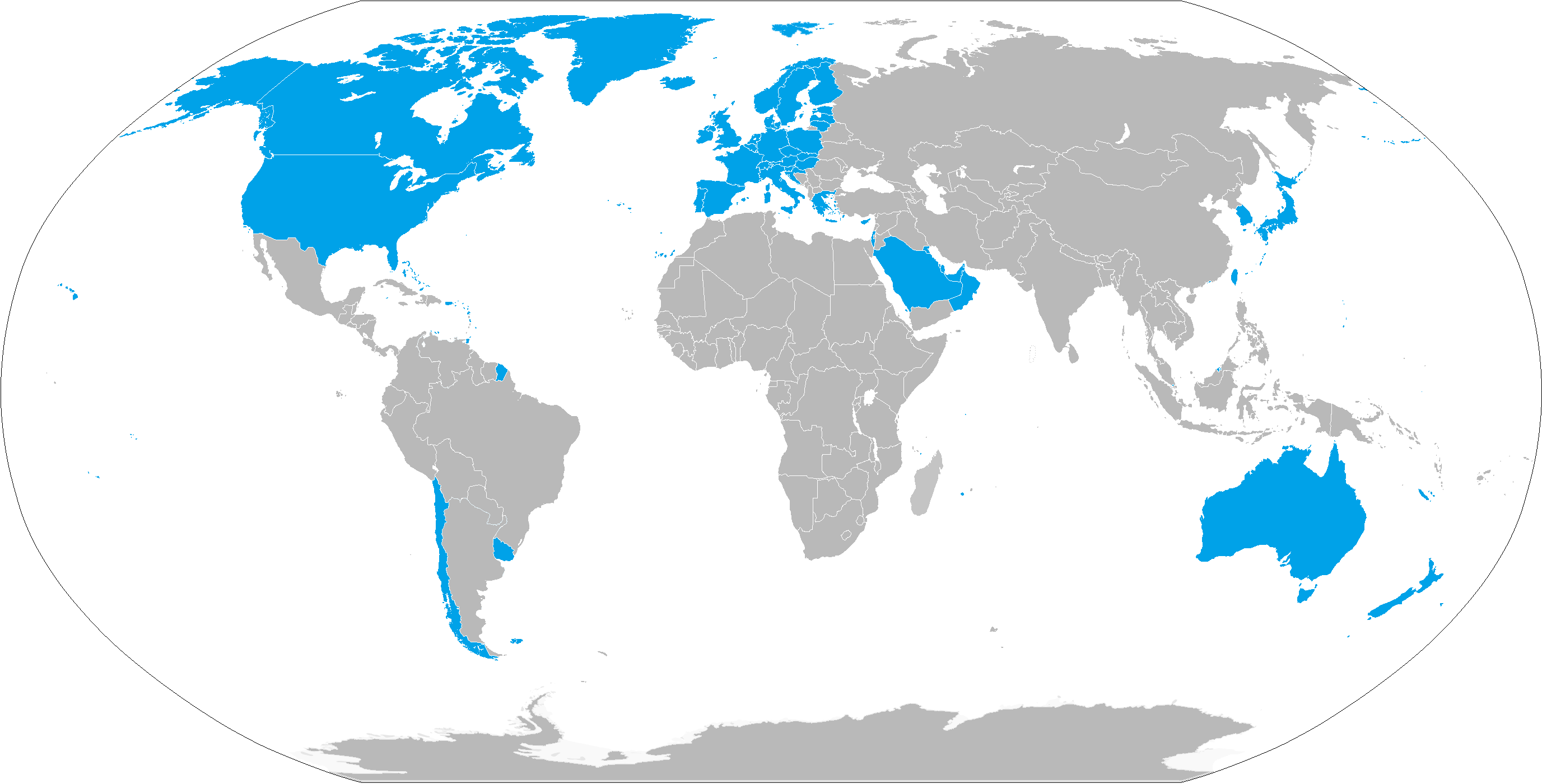
세계은행에서 고소득 국가로 분류한 국가들 (2015년)

경제 협력 개발 기구(OECD) 회원국인 동시에 세계은행 (World Bank)으로부터 고소득 국가군으로 분류되는 국가는 2015년 기준으로 32개국이 있다.
| • 그리스   | • 독일       | • 스페인     | • 영국           | • 체코     |  |
| • 네덜란드 | • 룩셈부르크 | • 슬로바키아 | • 오스트레일리아 | • 캐나다   |  |
| • 노르웨이 | • 미국       | • 슬로베니아 | • 오스트리아     | • 포르투갈 |  |
| • 뉴질랜드 | • 벨기에     | • 아이슬란드 | • 이스라엘       | • 폴란드   |  |
| • 대한민국 | • 스웨덴     | • 아일랜드   | • 이탈리아       | • 프랑스   |  |
| • 덴마크   | • 스위스     | • 에스토니아 | • 일본           | • 핀란드   |  |
| • 헝가리   | • 칠레       |              |                  |            |  |

### 개발 원조 위원회 회원국

개발 원조 위원회 회원국

개발 원조 위원회(DAC)는 개발도상국에 대한 공적 개발 원조(ODA)에 대하여 논의하는 기구로, 경제 협력 개발 기구의 산하 기구 중 하나이기도 하다. 개발 원조 위원회에는 29개의 회원국이 (28개의 경제 협력 개발 기구 가입국과 유럽 위원회, EU가 가입되어 있다.) 다음은 개발 원조 위원회 회원국 중 28개의 경제 협력 개발 기구 가입국 목록이다.
| • 그리스     | • 룩셈부르크 | • 아일랜드       | • 체코       |
| • 네덜란드   | • 미국       | • 영국           | • 캐나다     |
| • 노르웨이   | • 벨기에     | • 오스트레일리아 | • 포르투갈   |
| • 뉴질랜드   | • 스웨덴     | • 오스트리아     | • 프랑스     |
| • 대한민국   | • 스위스     | • 이탈리아       | • 핀란드     |
| • 덴마크     | • 스페인     | • 일본           | • 독일       |
| • 아이슬란드 | • 폴란드     | • 슬로바키아     | • 슬로베니아 |

### 뉴스위크 세계 최고의 국가 상위 30개국 (2010)
뉴스위크(Newsweek)가 건강, 경제, 교육, 정치, 삶의 질을 포함한 다섯 분야의 선진화 정도를 파악해 2010년 발표한 세계의 최고 국가(The world's best countries: 2010 index) 조사에서 상위 30개국 안에 선정된 국가는 다음과 같다. 하지만 최근 2014년 자료에는 다음과 같은 설명을 가지고 있다.
| 1. 핀란드 2. 스위스 3. 스웨덴 4. 오스트레일리아 5. 룩셈부르크 6. 노르웨이 | 1. 캐나다 2. 네덜란드 3. 미국 4. 덴마크 5. 일본 6. 독일 | 1. 뉴질랜드 2. 영국 3. 대한민국 4. 프랑스 5. 아일랜드 6. 오스트리아 | 1. 벨기에 2. 싱가포르 3. 스페인 4. 이스라엘 5. 이탈리아 6. 슬로베니아 | 1. 체코 2. 그리스 3. 포르투갈 4. 크로아티아 5. 폴란드 6. 칠레 |

### 유엔 선진 회원국

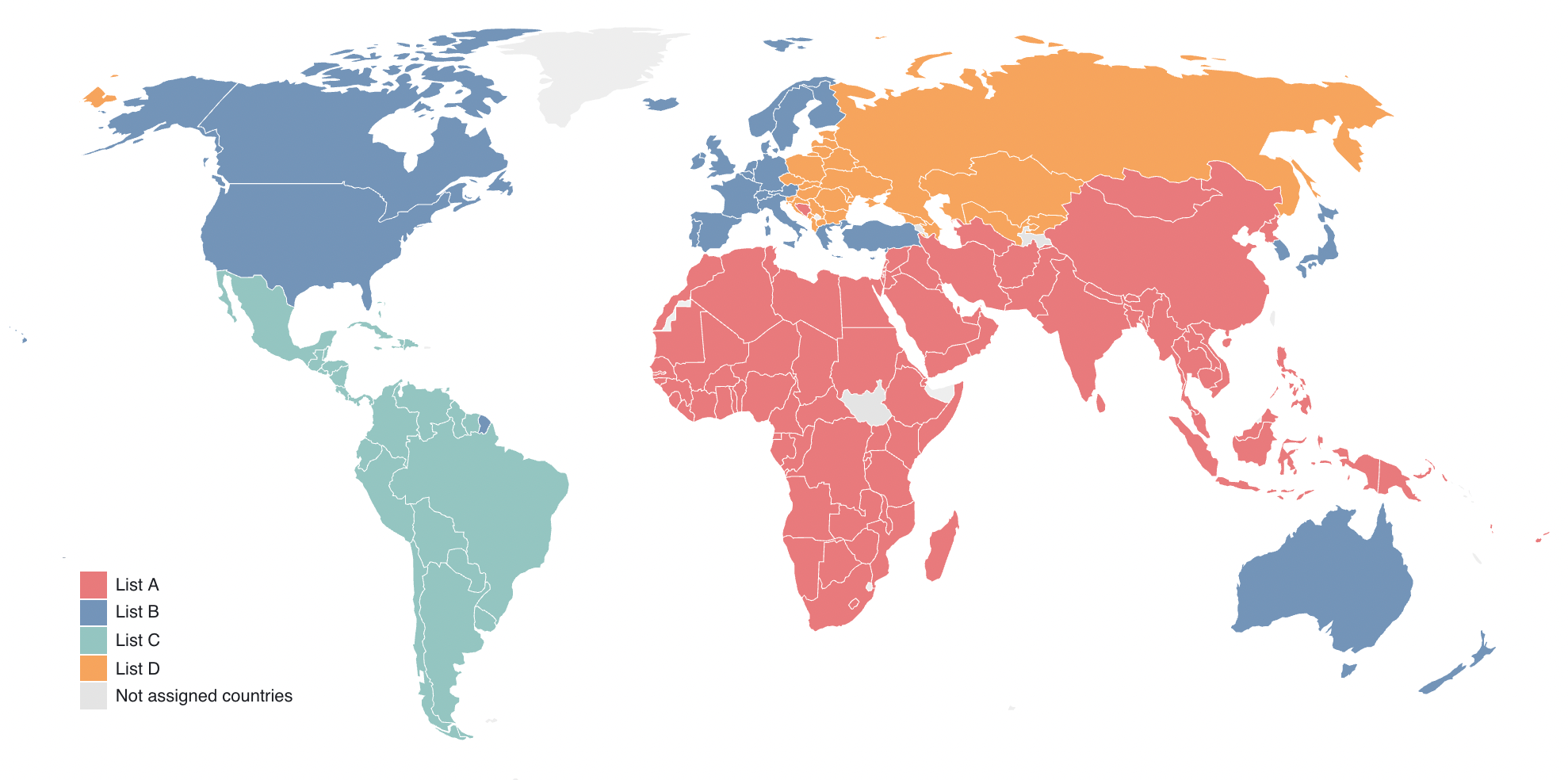
유엔 무역 개발 회의 회원국 (2021년)
아시아 및 아프리카 개발도상국 (리스트 A)
선진국 (리스트 B)
중남미 개발도상국 (리스트 C)
구소련 및 동유럽 개발도상국 (리스트 D)
미분류국

다음은 유엔 무역 개발 회의 리스트 B에 소속된 유엔 선진 회원국 32개국 목록이다. 2021년 7월 2일, 이전까지 개발도상국으로 분류됐던 대한민국이 선진 회원국으로 추가되었다.
| • 안도라       | • 오스트레일리아 | • 오스트리아 | • 벨기에      |
| • 캐나다       | • 키프로스       | • 덴마크     | • 핀란드      |
| • 프랑스       | • 독일           | • 그리스     | • 바티칸 시국 |
| • 아이슬란드   | • 아일랜드       | • 이탈리아   | • 일본        |
| • 리히텐슈타인 | • 룩셈부르크     | • 몰타       | • 모나코      |
| • 네덜란드     | • 뉴질랜드       | • 노르웨이   | • 포르투갈    |
| • 산마리노     | • 대한민국       | • 스페인     | • 스웨덴      |
| • 스위스       | • 튀르키예       | • 영국       | • 미국        |

## 선진국의 분류 지표
선진국이라는 기준은 다분히 주관적인 경향이 있으며 그로 인해 모호한 것이 사실이다. 아래의 표는 상대적으로 개인 주관보다는 객관적인 경향이 있을 국제기관, 싱크탱크, 조사기관들의 선진국 분류나 선진도 상위 국가의 분류를 한눈에 보기 쉽게 한 도표이다. 어디까지나 선진국으로서의 입장을 다양한 시각에서(소득수준, 산업발달, 민주화, 수명, 교육, 원조, 삶의 질 등) 인정받는지 여부를 파악한 도표인 만큼 대체적으로 여러 조건을 만족하는 국가군이 그렇지 못한 국가군보다 선진도가 높은 경향이 있다. 물론 상대적으로 더 많은 지표를 만족하는 국가가 그렇지 못한 국가에 비해 무조건 선진도가 높다고는 단언할 수는 없다. 예를 들어, 인지도가 매우 낮은 소규모의 작은 나라들의 경우, 설사 고도로 발달되어 있더라도 각각의 기관에서 최초 조사 대상에조차 포함되지 않는 경우도 있기 때문이다. 그러나 그러한 예외적인 사례를 제외한다면, 일반적으로 더 많은 기관 및 지표에서 선진국으로 분류된 나라가 그렇지 못한 나라보다 다양한 선진국의 조건들을 충족했다고 봐야 옳을 것이다.
| 분류 지표 | 분류 지표                             | 분류 지표 | 분류 지표                                        |
| --------- | ------------------------------------- | --------- | ------------------------------------------------ |
| HIE OECD  | OECD 고소득회원국                     | DAC       | OECD 개발원조위원회                              |
| CIA AE    | CIA 월드팩트북에서 분류한 선진 경제국 | IMF AE    | IMF에서 분류한 선진 경제국                       |
| QoL 30    | EIU에서 평가한 삶의 질 상위 30개국    | HDI VH    | UNDP 인간개발지수 매우 높음 국가 (2016)          |
| CDI DC    | CGD가 평가한 선진국 (2012)            | NBC 30    | 뉴스위크에서 평가한 세계 최고의 국가 상위 30개국 |

| 대륙       | 국가・지역                                      | HIE OECD | CIA AE | IMF AE | HDI VH | QoL 30 | DAC | CDI DC | NBC 30 | 계 |
| ---------- | ----------------------------------------------- | -------- | ------ | ------ | ------ | ------ | --- | ------ | ------ | -- |
| 서유럽     | 아일랜드                                        | o        | o      | o      | o      | o      | o   | o      | o      | 8  |
| 서유럽     | 영국                                            | o        | o      | o      | o      | o      | o   | o      | o      | 8  |
| 남유럽     | 이탈리아                                        | o        | o      | o      | o      | o      | o   | o      | o      | 8  |
| 중앙유럽   | 오스트리아                                      | o        | o      | o      | o      | o      | o   | o      | o      | 8  |
| 서유럽     | 네덜란드                                        | o        | o      | o      | o      | o      | o   | o      | o      | 8  |
| 남유럽     | 그리스                                          | o        | o      | o      | o      | o      | o   | o      | o      | 8  |
| 중앙유럽   | 스위스                                          | o        | o      | o      | o      | o      | o   | o      | o      | 8  |
| 북유럽     | 스웨덴                                          | o        | o      | o      | o      | o      | o   | o      | o      | 8  |
| 남유럽     | 스페인                                          | o        | o      | o      | o      | o      | o   | o      | o      | 8  |
| 북유럽     | 덴마크                                          | o        | o      | o      | o      | o      | o   | o      | o      | 8  |
| 중앙유럽   | 독일                                            | o        | o      | o      | o      | o      | o   | o      | o      | 8  |
| 북유럽     | 노르웨이                                        | o        | o      | o      | o      | o      | o   | o      | o      | 8  |
| 북유럽     | 핀란드                                          | o        | o      | o      | o      | o      | o   | o      | o      | 8  |
| 서유럽     | 프랑스                                          | o        | o      | o      | o      | o      | o   | o      | o      | 8  |
| 서유럽     | 벨기에                                          | o        | o      | o      | o      | o      | o   | o      | o      | 8  |
| 남유럽     | 포르투갈                                        | o        | o      | o      | o      | o      | o   | o      | o      | 8  |
| 동아시아   | 일본                                            | o        | o      | o      | o      | o      | o   | o      | o      | 8  |
| 동아시아   | 대한민국                                        | o        | o      | o      | o      | o      | o   | o      | o      | 8  |
| 북아메리카 | 미국                                            | o        | o      | o      | o      | o      | o   | o      | o      | 8  |
| 북아메리카 | 캐나다                                          | o        | o      | o      | o      | o      | o   | o      | o      | 8  |
| 오세아니아 | 오스트레일리아                                  | o        | o      | o      | o      | o      | o   | o      | o      | 8  |
| 오세아니아 | 뉴질랜드                                        | o        | o      | o      | o      | o      | o   | o      | o      | 8  |
| 서유럽     | 룩셈부르크                                      | o        | o      | o      | o      | o      | o   | x      | o      | 7  |
| 중앙유럽   | 슬로베니아                                      | o        | x      | o      | o      | o      | x   | o      | o      | 6  |
| 북유럽     | 아이슬란드                                      | o        | o      | o      | o      | o      | o   | x      | x      | 6  |
| 중앙유럽   | 체코                                            | o        | x      | o      | o      | x      | o   | o      | o      | 6  |
| 중동       | 이스라엘                                        | o        | o      | o      | o      | x      | x   | x      | o      | 5  |
| 동남아시아 | 싱가포르                                        | x        | o      | o      | o      | o      | x   | x      | o      | 5  |
| 동아시아   | 홍콩                                            | x        | o      | o      | o      | o      | x   | x      | x      | 4  |
| 동아시아   | 중화민국                                        | x        | o      | o      | o      | o      | x   | x      | x      | 4  |
| 중앙유럽   | 슬로바키아                                      | o        | x      | o      | o      | o      | x   | x      | x      | 4  |
| 중앙유럽   | 폴란드                                          | o        | x      | x      | o      | x      | x   | o      | o      | 4  |
| 유라시아   | 키프로스                                        | x        | x      | o      | o      | o      | x   | x      | x      | 3  |
| 중앙유럽   | 헝가리                                          | o        | x      | x      | o      | x      | x   | o      | x      | 3  |
| 남유럽     | 몰타                                            | x        | x      | o      | o      | o      | x   | x      | x      | 3  |
| 북유럽     | 리히텐슈타인                                    | x        | o      |        | o      | x      | x   | x      | x      | 2  |
| 서유럽     | 안도라                                          | x        | o      |        | o      | x      | x   | x      | x      | 2  |
| 남유럽     | 산마리노                                        | x        | o      | o      |        |        | x   | x      | x      | 2  |
| 남유럽     | 크로아티아                                      | x        | x      | x      | o      | x      | x   | x      | o      | 2  |
| 남아메리카 | 칠레                                            | x        | x      | x      | o      | x      | x   | x      | o      | 2  |
| 북유럽     | 에스토니아                                      | o        | x      | x      | o      | x      | x   | x      | x      | 2  |
| 남유럽     | 모나코                                          | x        | o      |        |        | x      | x   | x      | x      | 1  |
| 북유럽     | 페로 제도                                       | x        | o      |        |        | x      | x   | x      | x      | 1  |
| 북아메리카 | 버뮤다                                          | x        | o      |        |        |        | x   | x      | x      | 1  |
| 동남아시아 | 브루나이                                        | x        | x      | x      | o      | x      | x   | x      | x      | 1  |
| 중동       | 아랍에미리트                                    | x        | x      | x      | o      | x      | x   | x      | x      | 1  |
| 중동       | 카타르                                          | x        | x      | x      | o      | x      | x   | x      | x      | 1  |
| 중동       | 바레인                                          | x        | x      | x      | o      | x      | x   | x      | x      | 1  |
| 남유럽     | 바티칸 시국                                     | x        | o      |        |        |        | x   |        |        | 1  |
| 북유럽     | 라트비아                                        | x        | x      | x      | o      | x      | x   | x      | x      | 1  |
| 북유럽     | 리투아니아                                      | x        | x      | x      | o      | x      | x   | x      | x      | 1  |
| 동유럽     | 러시아                                          | x        | x      | x      | o      | x      | x   | x      | x      | 1  |
| 남아메리카 | 아르헨티나                                      | x        | x      | x      | o      | x      | x   | x      | x      | 1  |
| 중아메리카 | {{bar{{{2}}}0\|{{{1}}}}}{{bar{{{3}}}\|{{{1}}}}} | x        | x      | x      | o      | x      | x   | x      | x      | 1  |

### 선진 시장
다음은 2019년 9월 기준으로 미국의 S&P 다우, MSCI, FTSE, STOXX 등 주가 지수 평가 기관의 선진국 평가 목록이다. 투자적 가치에 따른 선진국은 선진 시장(developed market)이라는 표현을 사용한다.
| 대륙       | 국가・지역     | S&P 다우 | MSCI | FTSE | STOXX |
| ---------- | -------------- | -------- | ---- | ---- | ----- |
| 북아메리카 | 미국           | o        | o    | o    | o     |
| 동아시아   | 일본           | o        | o    | o    | o     |
| 서유럽     | 영국           | o        | o    | o    | o     |
| 북아메리카 | 캐나다         | o        | o    | o    | o     |
| 서유럽     | 프랑스         | o        | o    | o    | o     |
| 서유럽     | 스위스         | o        | o    | o    | o     |
| 서유럽     | 독일           | o        | o    | o    | o     |
| 오세아니아 | 오스트레일리아 | o        | o    | o    | o     |
| 동아시아   | 홍콩           | o        | o    | o    | o     |
| 서유럽     | 네덜란드       | o        | o    | o    | o     |
| 북유럽     | 스웨덴         | o        | o    | o    | o     |
| 남유럽     | 스페인         | o        | o    | o    | o     |
| 남유럽     | 이탈리아       | o        | o    | o    | o     |
| 북유럽     | 덴마크         | o        | o    | o    | o     |
| 동남아시아 | 싱가포르       | o        | o    | o    | o     |
| 서유럽     | 벨기에         | o        | o    | o    | o     |
| 북유럽     | 핀란드         | o        | o    | o    | o     |
| 북유럽     | 노르웨이       | o        | o    | o    | o     |
| 서아시아   | 이스라엘       | o        | o    | o    | o     |
| 서유럽     | 아일랜드       | o        | o    | o    | o     |
| 오세아니아 | 뉴질랜드       | o        | o    | o    | o     |
| 서유럽     | 오스트리아     | o        | o    | o    | o     |
| 남유럽     | 포르투갈       | o        | o    | o    | o     |
| 서유럽     | 룩셈부르크     | o        | o    | o    | o     |
| 동아시아   | 대한민국       | o        | x    | o    | x     |
| 중앙유럽   | 폴란드         | x        | x    | o    | o     |
| 남유럽     | 키프로스       | x        | o    | x    | x     |
| 중앙유럽   | 체코           | x        | x    | x    | x     |
| 중앙유럽   | 헝가리         | x        | x    | x    | x     |
| 동아시아   | 중화민국       | x        | x    | x    | x     |
| 남유럽     | 그리스         | x        | x    | x    | x     |

## 같이 보기
- 제1세계
- 개발도상국
- 신흥공업국
- 아시아의 네 마리 용
- 브릭스
- 믹트
- 넥스트 일레븐
- 후진국
- 남북 문제
- 인간개발지수
- G7
- G8
- G20
- D-10 전략포럼